# Матин, Омар
Омар Мир Седдик Матин, урождённый Омар Мир Седдик (англ. Omar Mir Seddique Mateen, 16 ноября 1986, Нью-Гайд-Парк, штат Нью-Йорк, США — 12 июня 2016, Орландо, штат Флорида, США) — американский частный охранник, совершивший 12 июня 2016 года массовое убийство в гей-клубе «Pulse» в городе Орландо, штат Флорида, США. От его рук погибло 49 человек и было ранено 53 человека. Сам Омар Матин был застрелен во время перестрелки с прибывшей на место преступления полицией.

## Биография
Семья Омара Матина иммигрировала в США из Афганистана, предположительно во время и под влиянием Афганской войны 1979—1989 годов. Отец Омара Матина, этнический пуштун Сиддик Матин, находясь в США, не прекращал связь с Афганистаном, вёл видеоканал на YouTube на родном языке, выражал в своих видеосюжетах поддержку моджахедам и движению «Талибан».
Омар Матин родился 16 ноября 1986 года в городе Нью-Гайд-Парк штата Нью-Йорк, США и при рождении получил имя Омар Мир Седдик. Фамилию Матин он получил в 2006 году, обратившись к властям с заявлением о смене имени. Вскоре, в 1991 году семья переехала в Порт-Сент-Луси в штате Флорида, где Омар вырос и окончил школу. По воспоминаниям некоторых одноклассников, Омар открыто выражал в классе одобрение действиям террористов во время терактов 11 сентября. По другим свидетельствам, отец, Седдик Матин, мог ударить сына по лицу перед одноклассниками.
В 2006 году Омар Мир Седдик обратился к властям с просьбой присвоить ему фамилию Матин (араб. المتين‎, «непоколебимый», одно из канонических имён Аллаха), чтобы его фамилия совпадала с фамилией отца. Тогда же, в 2006 году, Омар Матин зарегистрировался как член Демократической партии, и состоял в списках партии по состоянию на 2016 год.
В 2009 году Омар Матин женился на уроженке Узбекистана по имени Ситора Алишерзода Юсуфий, познакомившись с ней по интернету. Пара прожила вместе с апреля по август 2009 года, после чего родители Ситоры, по её словам «спасли её», забрав её к себе. Она подала документы на развод и больше никогда не видела Матина, брак был расторгнут в 2011 году. Примерно в 2013 году он женился второй раз, у него родился сын.
С сентября 2007 года и до самой смерти работал на частную охранную компанию G4S Secure Solutions, выполняющую государственные подряды Министерства внутренней безопасности США по охране различных объектов и мероприятий. Омар Матин имел официальную лицензию на ношение оружия, а также на оказание охранных услуг.
В 2011—2012 годах Матин дважды совершил умру (малое паломничество) в Саудовскую Аравию, также посетил ОАЭ.
В 2013 и 2014 году Омар Матин попадал в поле зрения ФБР по подозрению в причастности к терроризму, его допрашивали по подозрению в связях с террористической организацией Исламское государство Ирака и Леванта (ИГИЛ).
12 июня 2016 года совершил массовое убийство в гей-клубе «Пульс» в городе Орландо (США). Во время совершённого им преступления он лично убил 49 человек и ранил 53 человека. Омар Матин был застрелен во время перестрелки с прибывшей на место преступления полицией. Из клуба он отправил жене смс-сообщение с текстом «Люблю тебя, малышка».
Омар Матин был завсегдатаем гей-клуба, на который напал.

## Сексуальная ориентация
Те, кто был знаком с Матином на протяжении долгого времени, характеризовали его как гея или бисексуала. Один из бывших друзей, который учился с будущим убийцей в полицейской академии в 2006 году, отметил, что уже тогда Матин вместе с ним посещал гей-клубы и даже предлагал ему встречаться. Посетители клуба «Пульс» также отмечали, что видели Матина, танцующего с другими мужчинами. Другой бывший одноклассник при сохранении анонимности утверждает, что однажды Матин спросил его, является ли он геем.
Газеты Orlando Sentinel и The Palm Beach Post узнали от пяти постоянных клиентов гей-клуба, где произошёл теракт, что Матин посещал тот самый клуб как минимум дюжину раз, и иногда в состоянии алкогольного опьянения начинал проявлять агрессию к окружающим. Другой свидетель, опознавший Матина за час до перестрелки отметил, что общался с ним год назад через приложение гей-знакомств Jack’d, второй свидетель отметил, что наблюдал, как Матин пытался заигрывать с одним из посетителей. Однако ряд других свидетелей утверждали обратное, а именно, что они никогда не видели Матина в гей-клубе. В частности Барбара Пома, владелица клуба назвала «совершенно нелепыми» утверждения того, что Матин был посетителем клуба.
Отец Матина признал, что знал о том, что его сыном двигали скрытые гомосексуальные желания, но одновременно утверждал, что тот не был геем, так как не стал бы «будучи геем вытворять что-то подобное». Бывшая жена Матина Ситора Юсуфий затруднилась сказать, был ли Матин гомосексуалом, хотя и знала о его походах в гей-клубы. Она также отметила, что во время ссор, отец в её присутствии мог обзывать Матина геем. Её новый друг, успевший пообщаться с Матином отметил, что у того имелась «склонность к гейскому поведению» и что семья, и знакомые Матина тоже знали об этом и давно подозревали его в гомосексуальности.